# ATF M1 (canhão)

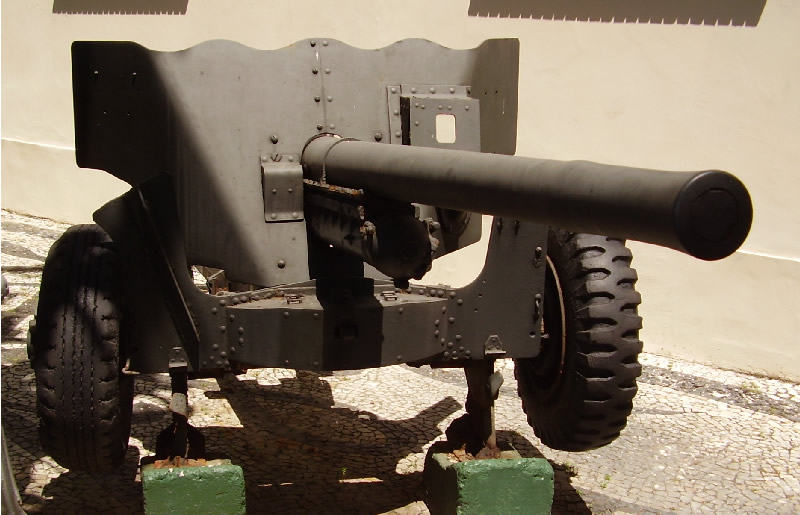
Canhão antitanque ATF Modelo M1

O Canhão ATF Modelo M1 é um canhão antitanque de calibre 57mm. Foi fabricado nos EUA pela empresa ATF Inc em 1945.  Adquirido pelo Exército Brasileiro, foi empregado pela infantaria da Força Expedicionária Brasileira na Campanha da Itália.
Após a guerra, foram transportados para o Brasil que ainda adquiriu outras unidades. Em 1968, foi substituído pelo canhão sem recuo 106mm M40A1.